# Antonio Baldacci
Antonio Baldacci (Bologna, 3 ottobre 1867 – Bologna, 31 luglio 1950) è stato un botanico e geografo italiano, cultore di studi etnografici, politici e socio-economici.

## Biografia
Baldacci compì ancora giovanissimo il suo primo viaggio in Montenegro nel 1885; le spedizioni in terra balcanica, finalizzate principalmente allo studio della botanica, continuarono anche durante gli anni universitari trascorsi presso la facoltà di Veterinaria dell'Università di Bologna. Dopo la laurea in Zooiatria, conseguita nel 1891, e la libera docenza in Botanica e in Geografia, ottenute presso l'Università di Bologna rispettivamente nel 1889 e nel 1901, divenne assistente presso l'Istituto botanico, dove rimase fino al 1902, quando si trasferì a Roma per insegnare Geografia politica e coloniale presso la Scuola diplomatico-coloniale annessa all'Università.
Durante gli anni passati nella capitale ebbe intense frequentazioni, oltre che con funzionari ministeriali e ambienti politici romani, anche con alcuni artisti ed intellettuali, quali Gabriele D'Annunzio, i pittori Giulio Aristide Sartorio e Francesco Paolo Michetti, il pittore e scultore Costantino Barbella.
Fu tra i promotori dell'inserimento in Italia dell'Eucalyptus, proveniente dall'area australe, poi ampiamente usato per la bonifica delle paludi pontine e in Sardegna.
Nel frattempo la Società Geografica Italiana, che già nel 1891 aveva affidato a Baldacci l'incarico per la redazione di articoli da pubblicare sul proprio Bollettino, dal 1894 (anno in cui egli divenne membro ordinario) al 1904 sovvenzionò le sue spedizioni scientifiche mediante sussidi economici. Il bilancio dei viaggi fu di circa centomila piante raccolte, in parte di specie e varietà allora sconosciute, e di numerosissimi articoli pubblicati su riviste quali Malpighia, Nuovo Giornale Botanico Italiano, Oesterreichische Botanische Zeitschrift (Vienna), Bulletin de l'Herbier Boissier (Ginevra).
Le spedizioni in area balcanica non ebbero tuttavia un carattere esclusivamente scientifico, essendo collegate con l'attività di promozione degli interessi nazionali italiani in quell'area e con la ricerca di nuove opportunità per instaurare rapporti commerciali tra l'Italia ed il Montenegro. Baldacci stesso intraprese con i fratelli Giovanni e Luigi, tra i primi anni del sec. XX e il primo conflitto mondiale, alcune iniziative imprenditoriali, finanziarie e commerciali.
Morì a Bologna il 31 luglio 1950 e venne sepolto nel Campo 1945 della Certosa di Bologna.

## Gli incarichi istituzionali
Tra il 1905 e il 1908 su incarico del Ministero della Pubblica Istruzione svolse alcuni studi a carattere etnografico e politico-sociale in Calabria (in particolare lo studio sulla questione silana pubblicato con il titolo Per la Sila, 1906), Molise e Sicilia, dove nel 1907 ottenne la nomina a vice-direttore dell'Orto botanico e giardino coloniale di Palermo, ruolo tuttavia quasi solamente nominale, poiché la sua presenza in sede fu di fatto sempre saltuaria.
Nel frattempo infatti aveva instaurato rapporti di collaborazione con il Ministero dell'Interno, in particolare con la Direzione generale di Pubblica Sicurezza per servizi straordinari nel Montenegro, di natura riservata, che lo portarono a svolgere in area balcanica missioni finalizzate all'analisi della situazione politica ed economica locale, alla costruzione di una rete di informatori locali e allo svolgimento di incontri a carattere politico-diplomatico.
Fra il 1916 e il 1920 Baldacci ricoprì numerosi incarichi di prestigio e responsabilità: fu consulente civile della Ia Divisione navale e coordinatore degli informatori speciali a Valona per conto del Ministero della Marina (1916-1917), ispettore generale del Lloyd Triestino sulla piazza di Roma, direttore interinale dell'Agenzia generale di Roma, dirigente del Servizio di Pubblicità nel Regno per il medesimo Lloyd (1919-1920), capogruppo della Sezione Coloniale presso l'Ufficio storiografico della mobilitazione (1918). Partecipò al movimento fiumano e tra il 1921 e il 1922 stabilì intensi e frequenti contatti con Gabriele D'Annunzio e personaggi a lui vicini, allo scopo di organizzare un'azione militare sulle coste del Montenegro per ottenere l'indipendenza del paese, che nel 1918 fu unito al Regno dei Serbi, Croati e Sloveni.

## L'attività divulgativa
Baldacci si fece promotore del movimento per l'indipendenza del Montenegro presso le più alte cariche dello stato, anche in qualità di presidente del Comitato italiano per l'indipendenza del Montenegro, carica che ricoprì nel 1922. Egli si dedicò quasi esclusivamente alla causa montenegrina almeno fino al 1925, attraverso una vasta campagna di conferenze, articoli su riviste (principalmente Adriatico nostro, diretta da Ercole Arturo Marescotti) e quotidiani a diffusione nazionale, spettacoli ed iniziative per la raccolta di fondi, partecipando anche all'organizzazione per la produzione e diffusione del film Non c'è resurrezione senza morte (1922).
Dal 1925 Baldacci si occupò soprattutto dell'Albania, non solo con la produzione autonoma di studi e pubblicazioni ma, a partire dal 1928, anche attraverso collaborazioni di ambito scientifico e politico con alcuni istituti locali: dal 1931 al 1939 (anno in cui l'Albania fu unita alla corona italiana) fu console generale onorario d'Albania in Bologna; dal 1942 fece parte del Consiglio direttivo del Centro studi Albania presso l'Accademia d'Italia; divenne membro dell'Istituto di studi albanesi di Tirana e consulente culturale della Luogotenenza generale in Albania fino al 1943, quando l'Albania fu occupata dalle truppe tedesche.
Nel dopoguerra Baldacci continuò ad interessarsi alle questioni politiche italiane ed internazionali, allargando il proprio ambito di studio ai paesi dell'Europa settentrionale (Svezia, Groenlandia, Islanda), soprattutto sotto l'aspetto geologico, economico, culturale e del sistema dell'istruzione.

## Vita privata
Il 7 marzo 1896 si unì in matrimonio con Carola (detta "Carolina") Morelli, dalla quale ebbe in seguito un'unica figlia, Laura.

## Gli scritti
Rimangono di lui circa 250 pubblicazioni, tra articoli apparsi in riviste e opere in volumi (tra cui si ricordano le opere principali: Itinerari albanesi, Roma, Società Geografica Italiana, 1917; L'Albania, Roma, Istituto per l'Europa Orientale, 1929; Scritti Adriatici I, Bologna, Compositori, 1943), le bozze dell'opera inedita «Leonardo da Vinci e il mondo delle piante», il ricchissimo archivio e la biblioteca personali, conservati presso la Biblioteca Comunale dell'Archiginnasio di Bologna, una delle più vaste acquisizioni della biblioteca del recente passato, e naturalmente le collezioni di piante conservate in musei italiani e stranieri.
| Bald. è l'abbreviazione standard utilizzata per le piante descritte da Antonio Baldacci. Consulta l'elenco delle piante assegnate a questo autore dall'IPNI. |